# Gessate
Gessate là một đô thị ở tỉnh Milano, vùng Lombardia của Italia, khoảng 25 km về phía đông bắc của Milano. Tại thời điểm ngày 31 tháng 12 năm 2004, đô thị này có dân số 6.496 và diện tích là 7,8 km².
Đô thị Gessate gồm cácfrazione (subdivision) Villa Fornaci.
Gessate giáp các đô thị sau:Cambiago, Masate, Pessano con Bornago, Inzago, Gorgonzola and, Bellinzago Lombardo.